# Kelti
██ jezgra halštatske kulture do 6. st. pr. Kr.
██ maksimalna keltska ekspanzija do 275. pr. Kr.
██ područje Luzitanije gdje keltska prisutnost nije sigurna
██ šest keltskih nacija sa značajnim govornicima keltskih jezika u ranom novom vijeku (1500. – 1800.)
██ područja u kojima su danas većinski govore keltski jezici.
Kelti su skupni naziv za plemena i narode koji su živjeli na sadašnjim područjima Velike Britanije, Irske, Belgije, Francuske, Švicarske, sve do Ukrajine, a, miješajući se s drugim narodima, stigli su potom i do Panonije. Na prostoru današnje Hrvatske susreću se materijalni tragovi triju skupina Kelta. Istočni su Kelti Skordisci uglavnom u Posavini, a zapadni Taurisci oko slovenske granice. Na sjeveru su Boji u Međimurju, Prekomurju i Gradišću. Kelti jezično čine posebnu granu indoeuropske etnolingvističke porodice, keltsku skupinu. U kopnenom dijelu zapadne Europe bili su poznati pod imenom Gali, a područje njihovog naseljavanja Galija.
U antici su Rimljani u doba republike ostvarili prve dodire i prvi se put sukobili s Keltima već u sjevernoj Italiji gdje su se Gali u 6. i 5. stoljeću naselili sjeverno od rijeke Pada (Po). Potom su se Rimljani u daljem osvajanju današnje Francuske sukobili s glavninom Kelta u Galiji pod njihovim najjačim vojskovođom Vercingetoriksom, a o tim Galskim ratovima postoji niz rimskih zapisa sve do Cezara s puno detalja o Keltima među kojima je najpoznatiji i naopsežniji latinski tekst De bello Gallico u više svezaka koji je napisao Cezar.
Negdje oko 600. pr. Kr. plemena koja su se koristila željezom predvođena bogatim vođama iz Galije (Francuska) proširila su se do središnje Europe. Govorili su keltskim jezikom, pretkom ili davnim rođakom irskoga jezika kakva danas poznajemo. Bila je to skupina različitih naroda povezanih zajedničkim jezikom i sličnim izgledom, načinom odijevanja i života koje su Grci poznavali pod nazivom Keltoi, odnosno Kelti. Dugo su vremena dominirali srednjom i zapadnom Europom, a napadali su i Grčku i Rim. Proširili su se na jugozapad do Španjolske i Portugala, na istok do Ukrajine te Male Azije i na sjever do Velike Britanije i Irske. Zapise o Keltima možemo naći zahvaljujući starim rimskim i grčkim dokumentima, te srednjovjekovnim piscima iz Irske.
Jedan od važnijih zapisa o britanskim Keltima načinio je Tacit, rimski povjesničar i zet prvog rimskog namjesnika u Britaniji koji je napisao da je stanovništvo koje je živjelo u Britaniji barbarsko naglašavajući pritom da je razjedinjeno. Strabon, rimski geograf i povjesničar napisao je da je stanovništvo Britanije proizvodilo pšenicu, stoku, zlato, srebro, željezo, kositar, životinjske kože, robove i pse za lov. Važno je naglasiti da Rimljani nisu osvojili cijelu Britaniju, pa stoga nisu imali uvid u sva keltska plemena. Gaj Julije Cezar smatrao je da najciviliziraniji stanovnici žive u obalnim područjima Kenta gdje se on iskrcao. Cezar je vjerovao da najveći dio plemena u unutrašnjosti nije uzgajao pšenicu, nego je živio na mlijeku i mesu te se odijevao u životinjsku kožu. Najviše ga se dojmilo njihovo neustrašivo držanje u borbi. Nosili su duge keltske mačeve i borili se bez oklopa na tijelu. Cezar govori da svi Briti boje tijelo sačem koji im daje modru boju. Imaju dugu kosu i briju cijelo tijelo osim glave i gornje usnice.

## Povijest
██ Jezgra halštatske kulture (800. pr. Kr.)
██ Rasprostranjenost halštatske kulture (do 450. pr. Kr.)
██ Jezgra latenske kulture (450. pr. Kr.)
██ Rasprostranjenost latenske kulture (do poč. I. st. po Kr.)
Kelti (lat. Celtae i Galli, grč. κελτοί) su skupina indoeuropskih narodâ, naseljenih potkraj II. i u poč. I. tisućljeća pr. Kr. na prostranu području sjeverno od Marne. Matični prostor bile su im današnje Njemačka i Francuska, odnosno prostor zapadne hallstattske kulture, odakle se sred. I. tisućljeća pr. Kr. sele prema istoku i zapadu, gdje preslojavaju starosjedioce. Odatle je počelo njihovo širenje na jug, po Galiji (Gali) i Pirenejskome poluotoku (Keltiberi). Za velike seobe u V. st. pr. Kr. prešli su u Britaniju, proširili se po zapadnoj i srednjoj Njemačkoj, osvojili gornju Italiju (Gallia Cisalpina) i 387. pr. Kr. prodrli do Rima. Osvojili su Rim, ali su ga i napustili nakon što im je plaćena otkupnina. Posebno ih je privlačilo bogatstvo Italije i Grčke. Pod utjecajem grčke i etrurske umjetnosti vladajući sloj kasnohallstattskih "knezova" stvara latensku kulturu (La Tenne) mlađega željeznoga doba. Tijekom V. st. pr. Kr. mijenjaju naoružanje i način borbe (od kratkoga bodeža prelaze na dugi mač, koplje, veliki drveni ili kožni štit s metalnim umbom), nošnju i ukrase, koriste se lončarskim kolom u izradbi keramike. U pisanim se izvorima spominju kao opasni ratnici, osvajači i pljačkaši, što dokazuju mnogobrojni grobovi s oružjem.
Daljnji valovi Kelta prelili su se po južnoj Njemačkoj i Češkoj (Boji) te po Panoniji. Odatle su 280. pr. Kr. krenuli u Traciju i Makedoniju, iduće su godine stigli do Delfa. Godine 279. pr. Kr. napali su Apolonovo svetište u Delfima, ali neuspješno. Nakon toga dio Kelta prešao je preko Grčke i Makedonije 278. pr. Kr. u Malu Aziju, gdje su se trajno naselili (Galati ili Galaćani). Dio se vratio u srednje Podunavlje (Skordisci). Na poč. III. st. pr. Kr. prekrivali su prostor od Atlantskoga oceana do Karpata, od sjeverne Europe do Sredozemlja. Tako je nastao jedinstven kulturni krug, u kojem je prevladavala latenska kultura, kojoj su nositelji bili Kelti i plemena što su potpala pod njihovu vlast. U zemljama u kojima su se naselili Kelti su se etnički izmiješali sa starosjediocima, osobito s Venetima i Ilirima. Tijekom III. st. nastaju središta njihove moći, utvrđena naselja (lat. oppida), zaštićen zidinama građenim kamenjem, zemljom i drvenom armaturom. Kovali su novac po uzoru na helenističke kovnice i koristili se pismom susjednih naroda. Imali su razvijen lončarski, tkalački i kovački obrt. Umjetnički obrt bio je na velikoj visini. Srednju Europu Kelti su upoznali s upotrebom lončarskoga kola i žrvnja. Za keltski društveni poredak značajan je istaknuti položaj plemića i svećenika. U pohodima 58. do 51. pr. Kr. Cezar je osvojio Galiju i u spisu Komentari o galskom ratu donio mnogo važnih kulturnopovijesnih podataka o Keltima. U I. st. uglavnom su sva područja koja su nekoć nastavali Kelti osvojili Rimljani i Germani.

## Društvo
| Rekonstrukcija naselja iz kasnoga latenskog razdoblja u Altburgu, Porajnje-Falačka (1. st. pr. Kr.) |  | Rekonstrukcija naselja iz kasnoga latenskog razdoblja u Altburgu, Porajnje-Falačka (1. st. pr. Kr.) |
| Rekonstrukcija naselja iz kasnoga latenskog razdoblja u Altburgu, Porajnje-Falačka (1. st. pr. Kr.) |  | Rekonstrukcija naselja iz kasnoga latenskog razdoblja u Havranoku, Slovačka (2.–1. st. pr. Kr.).    |

Keltska plemena imali su tri glavne klase: ratnike, druide i ratare. Ratovanje je bilo važan dio života pa su ratnici sa sofisticiranim oružjem pripadali aristokraciji.
Rimljani su identificirali 12 plemena u dijelovima Britanije koje su osvojili. U svakom je plemenu na jednom kraju društvenog spektra bila aristokracija koja je vjerojatno bila oslobođena svakodnevnih poslova u polju, a na drugom kraju bili su ratari. U društvenoj organizaciji izdvaja se svećenički stalež druida, koji ima (donekle slično indijskim brahmanima) i snažnu javnu i opću kulturnu funkciju. Druidi su bili svećeničko društvo mudraca ili proroka koji su, osim što su podučavali mladež, mogli donositi i presude u sporovima među odraslima. Oni su imali javnu ulogu u zajednici i za to su bili plaćeni u novcu ili naravi. Cezar je vjerovao da su imali svetišta u prirodi, u hrastovim šumama, gdje su Mjesec i hrastova stabla (i katkad imela) igrali važnu ulogu u njihovim obredima. Bili su i vjerske vođe koji su često vladali životom i smrću ostalih pripadnika plemena. Druidi su razvili i vlastito (isprva tajno) ogamsko pismo. Ratari su uzgajali stoku i obrađivali zemlju željeznim oruđem te održavali kompletno gospodarstvo. Kelti su živjeli u utvrđenim logorima zvanima hillfort. Iako su građene za obranu, te utvrde su i ujedno i mjesto trgovine i vjerska svetišta-neke su čak prerasle i u gradove. Svako je pogansko keltsko pleme imalo svoga kralja, a možda čak i svoje bogove. Vješti metalci vjerojatno su imali visok status. Cezar je bio prvi koji je opisao i tamošnje žene, te je ustvrdio da ih dijele skupine od 10 do 12 muškaraca, uglavnom očeva i sinova.

## Religija
Glavna su vrela za poznavanje keltske religije djela antičkih pisaca (Posejdonije, Cezar, Lukan), tekstovi na irskom i velškom nastali nakon pokrštavanja, arheološki nalazi (svetišta, grobovi, prikazi bogova), epigrafski spomenici te pučka predaja. Zabilježeno je više od 300 imena keltskih bogova, no samo su dva zajednička svim Keltima: vrhovni bog Lug (Lugus, Lugos; njegovo ime nose gradovi Lyon, Leiden i dr.) i božica majka (matrona, u Walesu Modron). Nebeski je otac u Irskoj vjerojatno bio Dagda (dobri bog), a kod Gala Taranis (bog groma). Bog podzemlja kod Gala znan je kao Sucellos, a bog rata je Esus. Rogato božanstvo Cernunnos gospodar je divljih životinja. Galski bog Ogmios dovodi se u svezu s irskim bogom Ogmom koji je, prema predaji, izumio pismo kojim se se služili druidi (ogamsko pismo). Božica Danu mati je irskih bogova a božica Don velških. Irska božica Birgit (u galskoj predaji Brigantija, u velškoj Caridwen) zaštitnica je pjesništva i svih umijeća. Epona je božica konjâ (u Galiji i Britaniji štovali su je i rimski vojnici); u Walesu joj odgovara Rhiannon, a u Irskoj Macha. I zemlja se shvaćala kao božanstvo. Kelti su uz to štovali vile, patuljke, svete izvore i dr. te vjerovali u zagrobni život. U keltskoj religiji važnu je ulogu imalo svećenstvo.
Božica medvjeda je Artio, a bog vatre Granus. Poznata su i keltska božanstva u Britaniji i Irskoj (majka bogova i božanstvo plodnosti Anu, bog neba Ehu Oll-athair, bog kovačkog umijeća Goibniu, božica vatre i pjesništva Birgit, bog mora i pomoraca Manannan i dr.). Uz najpoznatija božanstva, poznat je i cijeli niz lokalnih božanstava, a posebno je bilo razvijeno vjerovanje u vile, patuljke, svete izvore i sl. Prastara vjerovanja, legende, mitovi i epovi pokazuju sličnost s najstarijim indoeuropskim duhovnim tvorbama. Osobito se štovalo pjesništvo. Druidi nisu ostavili pisane zapise pa su njihovi obredi obavijeni velom tajne. Kelti su štovali mnoge bogove i duhove, drveća, stijena i planina. Jedan od najstarijih bogova bio je Cernunno, poznat kao gospodar zvijeri. Često se prikazivao s rogovima ili s rogatim životinjama, kao što su jeleni. Često se prikazivao i kako nosi zlatne torce i smatra se da predstavlja plodnost i obilje. Poganskim Keltima glava je bila jako važna, kao i broj "3". Jedan od običaja bio je odrezati glavu mrtvom neprijatelju, objesiti je o konjske uzde, a zatim je javno izložiti. To je možda bilo stoga što su druidi vjerovali da je čovjekova duša u njegovoj glavi i mora se pokoriti.

## Mitovi
| Keltski kostimi u Przeworskoj kulturi (3. st. pr. Kr., latensko razdoblje), Arheološki muzej u Krakovu. |  | Keltski kostimi u Przeworskoj kulturi (3. st. pr. Kr., latensko razdoblje), Arheološki muzej u Krakovu. |
| Keltski kostimi u Przeworskoj kulturi (3. st. pr. Kr., latensko razdoblje), Arheološki muzej u Krakovu. |  | |

Poganski Kelti su imali bogatu usmenu predaju. Njihove priče obuhvaćaju mitove o moćnim bogovima, kao što su velški Bran Blaženi i irski Dagda (otac bogova), legende o neustrašivim ratnim junacima, kao što je Cuchulainn i kralj Artur, te priče o magičnim stvorenjima iz podzemnog svijeta. Budući da Kelti nisu imali pisani jezik, redovnici su kasnije zapisali priče za buduće naraštaje.Prva pisana legenda o velškom čarobnjaku Merlinu govori da je on bio keltski dječak čiji je otac bio vrag. Vrlo rano je otkrio da može proricati budućnost. U kasnijim pričama pojavljuje se kao čarobnjak i učitelj engleskog kralj Artura.

## Pismo i kalendar
Za razliku od mnogih ondašnjih naroda Europe, Kelti su znali za pismo i ostavili su bezbroj epigrafskih dokumenata. Koristili su 4 tipa slova: grčka (posebno na jugu Francuske), iberijska, etrurska i latinična. Najduži je poznati natpis Galski kalendar (Calendrier de Coligny) pronadjen u Apolonovom hramu u francuskom mjestu Coligny, departman Ain, s nekih 200 redova.
Ogamsko pismo (irski: ogham) najraniji je alfabet kojim se zapisivao arhaični oblik staroirskoga jezika. To se pismo sastoji od crtica (za suglasnike) i kružića (za samoglasnike) koji su se urezivali na jednu okomito postavljenu crtu, većinom u smjeru odozdo prema gore. Podrijetlo ogamskoga pisma nije do kraja razjašnjeno, ali redoslijed slova svjedoči o tome da je autor toga pisma poznavao i lat. abecedu. Većina natpisa na ogamskome pismu potječe iz IV., V. i VI. st. Obično su to nadgrobni natpisi na kamenu koji sadrže ugl. osobna imena, a većina ih je pronađena u juž. Irskoj i u zap. Walesu, gdje ima i dvojezičnih, latinsko-ogamskih natpisa. Nakon VI. st. zapisi su na ogamskome pismu rijetki, ali se i dalje susreću u srednjovjekovnim rukopisima.

## Umjetnost i ukrasi
U ranome razdoblju (oko 800. pr. Kr.) nastala je halštatska kultura (po nalazištu Hallstatt u srednjoj Austriji) sa znatnim grčkim i etrurskim utjecajima. Glavna su joj obilježja linearna shematizacija s apstraktnom ornamentikom; neka vrst onodobnoga »nadrealizma«. Najčešći su utilitarni i obredni predmeti rađeni u bronci, zlatu i, rijetko, srebru ukrašeni dragim kamenjem (obredna posuda iz Gundestrupa). U mlađoj latenskoj kulturi (po nalazištu La Tène; oko 400. pr. Kr.) pojavila se skulpturalna plastika (Hermes iz Roquepertusea, III. st. pr. Kr.). U razdoblju oko 200. pr. Kr. čest su motiv ljudske glave (reljef s više glava iz Provanse). Keltska umjetnost završava tzv. oppida-civilizacijom (lat. oppidum: utvrđeni gradić); značajni su predmeti rađeni na lončarskom kolu.
Kelti su bili ratnički narod, no bili su i nadareni zanatlije i umjetnici. Keltski metalci isticali su se u ukrašavanju oružja, nakita, posuđa i zrcala. Nakon prelaska na kršćanstvo, keltski svećenici na, Britanskom otočju ilustrirali su svete knjige čudesnim detaljima. U Lindisfarnskim evanđeljima (o.700) ima 45 različiti boja a sve su napravljene od mljevenih minerala ili biljnih bojila. Mnogi najljepši brončani keltski štitovi bili su previše tanki da bi se koristili u bitkama i njihova namjena je bila samo dekorativne prirode. Štit Battersea vjerojatno se koristio samo vojne smotre. Jedan takav štit pronađen je u rijeci Temzi u Londonu 1857.god.

## Kršćanstvo
U Britaniju je kršćanstvo stiglo tijekom rimske vladavine ali se nije duboko ukorijenilo. Međutim, jedan preobraćenik, sv.Patrik, nastavio je preobraćivati pogansku keltsku Irsku u 5. st. Nakon toga Kelti su s oduševljenjem prihvatili ovu vjeru i Irska je postala kršćansko uporište sljedeća tri stoljeća. Keltsko kršćanstvo je bilo poznato po strogom redovničkom životu ushićenosti njihovom pobožnošću. Od 6 st. bilo je jednoćelijskih samostana za jednog redovnika, ali i zajednica veličine grada. Nakon što su irski kršćani osnovali samostane u Britaniji, Francuskoj,i sjevernoj Italiji, počeli su pokrštavati domorodačko stanovništvo. Redovnici su voljeli učiti i pridonijeli su očuvanju kulture u Europi tijekom kaosa što je uslijedio nakon pada Rimskog Carstva. Irski redovnici djelovali su s otoka Iona u zapadnoj Škotskoj i stvorili su prekrasnu Knjigu Kellsa o. 800.god., s izuzetnim iluminiranim (ukrašenim) slovima.

## Narodi i jezici
██ Irska
██ Škotska
██ Otok Man
██ Wales
██ Cornwall
██ Bretanja
Današnji keltski narodi žive na Britanskom otočju i području Bretanje u Francuskoj. Njihovi predstavnici su: Bretonci, Geli, Irci, Kornvolci, Manci i Velšani. Danas se govore i pišu još dvije vrste keltskog jezika: britonski (bretonski, velški i kornvolski) te gaelski (irski, gelski, manski), svi vuku podrijetlo iz zajedničkog drevnog indoeuropskog jezika. Keltski jezici najzapadnija su potporodica indoeuropskih jezikâ. Njihovi spomenici prate se od VI. st. pr. Kr., kada su nastali najstariji lepontski natpisi, pronađeni u talijanskih Alpama, do danas, kada je većina keltskih jezika u izumiranju, a mnogi su već izumrli.
Tradicionalno se keltski jezici dijele na P-keltsku i Q-keltsku granu, prema odrazu indoeuropskoga glasa *kw, koji u P-keltskim jezicima prelazi u p, a u Q-keltskima ostaje kw ili k (c). P-keltski su jezici, prema toj podjeli, lepontski (ili lepontijski, govorio se u talijanskim Alpama u I. tisućljeću pr. Kr.), galski (predrimski jezik današnje Francuske, koji se govorio i u sjevernoj Italiji i dijelovima Podunavlja), te britski (ili britonski), koji se govorio u Britaniji prije anglosaskog osvajanja toga otoka u V. st. Iz britskoga su se razvili velški (ili kimrički, posvjedočen od VI. st.), bretonski (jezik koji su izbjeglice iz Britanije donijeli u Bretanju u V. st.) i kornvolski (ili kornički, izumrli jezik pokrajine Cornwall, koji se govorio do XVIII. st.). Nejasno je treba li slabo posvjedočeni northumbrijski smatrati samostalnim britskim jezikom ili dijalektom starovelškoga. Q-keltsku granu, prema tradicionalnoj podjeli, čine keltiberski (jedan od predrimskih jezika današnje Španjolske) i goidelski. Iz (pra)goidelskoga su se razvili irski, škotski (jezik irskih doseljenika u zapadnoj Škotskoj, koji se u srednjem vijeku proširio na cijeli sjever Škotske) i manski (jezik otoka Man u Irskome moru, izumro 1974.). Danas su od keltskih jezika živi irski (uz engleski službeni jezik Republike Irske), velški (koji stječe sve službeniji status u Walesu), bretonski (bez ikakva javnog statusa u Bretanji) i škotski, koji je zapravo u izumiranju, a govori se još u dijelovima Škotskoga visočja i na Hebridima. O broju govornika pojedinih keltskih jezika postoje vrlo različite procjene, osobito u Bretanji, gdje nema službenih statistika.
U novije doba predložena je i alternativna podjela keltskih jezika, koju prihvaća sve veći broj jezikoslovaca. Prema toj podjeli iz prakeltskoga se najprije izdvojio keltiberski, a preostali keltski jezici dijele se na dvije skupine: otočnu i kontinentalnu. Kontinentalni su keltski jezici galski i lepontski, dok otočne keltske jezike čine britski i goidelski jezici. Podjela britskih i goidelskih jezika u cjelini je nesporna, i podudara se u obje klasifikacije. Keltski jezici mnoge osobine dijele s italskima (italičkima), no ne treba ih smatrati dijelom »italsko-keltske« potporodice. Osim italskima, u dijalekatskom su smislu keltski jezici osobito bliski germanskim jezicima.
U odnosu spram indoeuropskoga prajezika, najstariji keltski jezici (ospbito galski i staroirski) pokazuju mnoge arhaične crte: očuvali su tragove laringalnih suglasnika (npr. ispred slogovnih sonanata), prijevoj, zadržali su indoeuropsku deklinaciju (u goidelskom, ali ne i u britskom), dvojinu (dual), sva tri gramatička roda (muški, ženski i srednji), a glagolski sustav izvanredno je složen i čuva tragove brojnih indoeuropskih tvorbi: injunktiva, deziderativa, atematskih prezenta, perfekta itd. S druge strane, u staroirskom se razvila oprjeka između tzv. apsolutne i konjunktne glagolske promjene, koja ne postoji ni u jednom drugom indoeur. jeziku (premda ima tragova njezina postojanja u velškom), a koja čini glagolski sustav izvanredno kompliciranim.
Među inovativnim osobinama keltskih jezika treba navesti razvoj konsonantskih mutacija, morfonološke pojave koja je izvanredno rijetka u jezicima svijeta: na početku riječi sustavno se smjenjuju različite klase suglasnika ovisno o morfološkim i sintaktičkim obilježjima riječi ili sintaktičke konstrukcije koja prethodi u rečenici. Konsonantske mutacije vrlo su razvijene u otočnim keltskim jezicima, no nije poznato jesu li postojale i u kontinentalnima. Otočni keltski jezici odlikuju se razgranatom upotrebom glagolskih imenica umjesto zavisnih rečenica, a poredak sintaktičkih kategorija u njima je S(ubjekt) O(bjekt) V (glagol).

## Kelti u Hrvatskoj
Na prostoru današnje Hrvatske susreću se materijalni tragovi dviju skupina Kelta. Istočni su Kelti Skordisci, a zapadni Taurisci. Oko 400. godine prije Krista selili su se Kelti od zapada prema istoku. Jedan dio naselio se u sjevernoj Italiji, a drugi u Panoniji. U IV. st. prije Krista prodiru Kelti koji na prostoru današnjeg Osijeka podižu naselje Mursu i neka druga naselja. Segestica je bio utvrđeni keltski grad od IV. do I. stoljeća prije Krista nastao na temeljima još starijeg naselja. Prodrli su i u Istru, gdje su podjarmili dio ilirskog stanovništva, osobito one u gorovitim predjelima, ali su s vremenom potpuno asimilirali s Histrima. Keltska su plemena (Taurisci, Skordisci) naseljavala pojedine dijelove srednje Hrvatske i Slavonije, gdje su na strateški važnim položajima gradila naselja utvrđena zemljanim nasipima i širokim vodenim opkopima. Prvi su u spomenute krajeve uveli proizvodnju keramike na brzorotirajućem lončarskom kolu. Lončarija sive boje, uglavnom bez ukrasa, izvrsne je kvalitete, ali zbog serijske proizvodnje jednolična. U nošnju su Kelti uveli nove tipove fibula žičane konstrukcije, katkad izrađene i od željeza. Značajno je obilježje latenske kulture i kovanje te uporaba novca. Skordisci (grč. Σϰoρδίσϰoι, Skordískoi, lat. Scordisci) su keltsko pleme naseljeno u antičko doba na obalama Morave. God. 292. pr. Kr. pokorili su ilirske Autarijate, a nakon teškoga poraza protiv Grka 279. pr. Kr. povukli su se na područje rijeka Save, Drave i Dunava. Rimljani su protiv njih počeli ratovati sred. II. st. pr. Kr. Zarativši s Ilirima i Panoncima, Oktavijan je napao najprije Japode i osvojio njihov glavni grad Metulum. Potom je krenuo na Segesticu s 12.000 vojnika te ju tridesetodnevne opsade zauzeo. Panonske Skordiske pokorio je Tiberije potkraj I. st. pr. Kr.
U ozračju je Kelta-Skordiska koji su donijeli lončarsko kolo, novac i željezni plug. Naselja su utvrđivali zemljanim bedemom na kojem je mogla biti drvena palisada oblijepljena blatom i opkopom ispunjenim vodom. Najveći naseobinski kompleks u istočnoj Hrvatskoj nalazio se na području Vinkovaca s upravnim i gospodarskim središtem na Dirovom brijegu. Utjecaj materijalne kulture apsolutno je na strani Skordiska, koji su se jezično asimilirali s domorodačkim stanovništvom. Kelti su suvereno ovladali tehnologijom preradbe metala, posebice kaljenoga, kao čelik tvrdoga željeza, a također su bili vrsni u izradbi predmeta od bronce, srebra i rjeđe od zlata, od kojih su osim nakita kovali i novac. Isprva su to bile imitacije grčkoga novca, dok kasnije na njima prevladavaju autohtoni keltski likovni elementi i simboli. Bili su i vješti keramičari, služeći se pri oblikovanju brzo rotirajućim lončarskim kolom. Radili su ukrasne predmete od narukvica i fibula rađenih tehnikom granulacije ili filigrana nađene kod Vukovara i Kupinova, kao i brončane ženske pojaseve iz Novih Banovaca i Dalja, ukrašeni raznobojnim emajlom. Od oružja ističe se mač iz Kupinova, s jabučicom drške oblikovanom poput muške glave, a nalazi iz ratničkih grobova s različitim oružjem, konjskom opremom, nakitom i metalnim dijelovima nošnje te rimskim importiranim posuđem za piće i kuhanje iz Sotina, govori o ekonomskoj moći njihovih uglednika. Kelti su imali i novac. Nađeno je nekoliko stotina srebrnih kovanica iz ostava Narta, Ribnjačka, Šemovca kod Đurđevca i Okića kod Samobora, s kojih se bolje nego li s drugih predmeta umjetničkoga obrta očitavaju dometi njihova zanatskoga i umjetničkoga stvaralaštva.
Tijekom III. do I. st. pr. Kr. latenska keltska kultura djelovala je i na autohtone kulture Japoda, Liburna i Delmata iako su posljednje dvije već od IV. st. pr. Kr. bile podložne izrazitoj helenizaciji.  Mlađeželjeznodobnoj kulturi sjeverne Hrvatske daju obilježja keltska nalazišta Batina, Privlaka, Orolik, Osijek, Paljevine kraj Donje Bebrine na Savi, zatim Delovi kraj Koprivnice, Đurđevac, Križovljan kraj Varaždina i Zvonimirovo kraj Virovitice, odakle ide prema Savi (Paljevine) crta razgraničenja između Tauriska i Skordiska. U razdoblju od IV. st. do kraja I. st. pr. Kr. (VI. faza histarske materijalne i duhovne kulture), osim mlađih halštatskih predmeta (situle, svetolucijska keramika, nakit), nađeni su mnogobrojni predmeti iz helenističkih keramičarskih i toreutskih radionica grčkih kolonija na Jadranu i Velike Grčke. Iz posljednjih su stoljeća nalazi srednjolatenskih i kasnolatenskih oblika fibula, staklenoga nakita i sl. (odraz blizine Kelta). Pod keltskim su se utjecajem pojavili dugo željezno koplje i bojna sjekira, te pojedini predmeti nakita. Romanizacija Histra započinje nakon pada Nezakcija 177. pr. Kr., ali ona u materijalnoj kulturi nije osobito izrazita do potkraj stare ere. U mlađe željezno doba pod latenskim su se utjecajem pojavile brončane i srebrne aplikacije na broševima (iz Nina, Baške na Krku). Već u VI. st. pr. Kr. Liburni uvoze strane umjetničke predmete (askos iz Nina, jedinstven primjerak u nas), a potom i grčke vaze apulskoga tipa s crvenim figurama, a u helenističkome razdoblju i vaze tipa Gnathia. Fortifikacije megalitičkoga tipa (opus quadratum) javljaju se sa znatnim zakašnjenjem, potkraj II. ili u prvim desetljećima I. st. pr. Kr., pod izravnim helenističkim utjecajem, i to u onim središtima koja su za Julija Cezara postala municipiji (Varvaria – Bribir, Asseria – Podgrađe).
- Boii (Boji)[10]
- Arabiates (Arabijati)[11]
- Cornacates (Kornakati)[12]
- Belgites (Belgiti)[13]
- Tricornenses (Trikornenzi)[14]
- Serretes (Sereti)[15]
- Hercuniates (Herkunijati)[16]
- Latobici (Latobici)[17]
- Scordisci (Skordisci)[18]
- Dindarii (Dindari) (grčki: Δινδάριοι)[19]
- Cele(n)geri[20]
- Varciani (Varcijani)[17]
- Posenoi (Poseni)[21]
- Japodes (Japodi)[22][23]

## Vanjske poveznice
- Kelti na Hrčku  Arhivirana inačica izvorne stranice od 24. svibnja 2015. (Wayback Machine)
- Glazba starih Kelta (engl.)
- Keltska vojna povijest (engl.)
- Interaktivna mapa željeznodobne i antičke Europe (engl.)